# Lissjön (Gagnefs socken, Dalarna)
Lissjön är en sjö i Gagnefs kommun i Dalarna och ingår i Dalälvens huvudavrinningsområde.